# FC Wil
Maillots
Actualités
Le FC Wil est un club de football de la ville de Wil en Suisse. Il évolue en Challenge League. Wil compte seulement 24 000 habitants, et malgré sa petite taille, son club a remporté la coupe de Suisse au terme de la saison 2003-2004 contre le Grasshopper Club Zurich.

## Histoire
Le club est fondé le 1er juillet 1900 par deux Anglais et quelques étudiants de Wil. Le club portait le nom de FC Stella. Il deviendra FC Fors en 1902 puis FC Wil en 1907.

## Palmarès et résultats

### Palmarès
| Compétitions nationales                                                                                          | Compétitions internationales                                                                        |
| - Championnat de Suisse de D1 : - Meilleur classement : 4e en 2002-2003. - Coupe de Suisse : - Vainqueur : 2004. | - Ligue Europa : - 1 participation : en 2004-2005. - Coupe Intertoto : - 1 participation : en 2003. |

### Parcours en coupes d'Europe
- Coupe Intertoto 2003 :
  - 1er tour :  Dinaburg Daugavpils - FC Wil : 1-0 ; 0-2
  - 2e tour :  Willem II Tilburg - FC Wil : 2-1 ; 1-3
  - 3e tour :  FC Nantes Atlantique - FC Wil : 2-1 ; 3-2

- Coupe UEFA 2004-2005 :
  - 2e tour qualificatif :  FK Dukla Banská Bystrica - FC Wil : 3-1 ; 1-1

## Joueurs et personnalités du club

### Entraîneurs
Le tableau suivant présente la liste des entraîneurs du club depuis 1900.
| Rang | Nom                   | Période             |
| ---- | --------------------- | ------------------- |
| 1    | ?                     | 1900-1950           |
| 2    | Josef "Csibi" Winkler | 1950-1952           |
| 3    | Karl Kissling         | 1952-1954           |
| 4    | ?                     | 1954-1957           |
| 5    | Günther Furrer        | 1957-1958           |
| 6    | ?                     | 1958-1960           |
| 7    | Nani Conte            | 1960-1961           |
| 8    | ?                     | 1961-1967           |
| 9    | ? Salisovic           | 1967-1968           |
| 10   | Konrad Baltensberger  | 1968-1969           |
| 11   | ?                     | 1969-1972           |
| 12   | Kurt von Arx          | 1972-1975           |
| 13   | ?                     | 1975-1976           |
| 14   | Häuselmann            | 1976-1977           |
| 15   | Konrad Baltensberger  | 1977-1978           |
| 16   | ?                     | 1978-1982           |
| 17   | Kurt Lichtensteiger   | 1982-janv. 1983     |
| 18   | Edi Stauber           | janv. 1983-mai 1985 |

| Rang | Nom                              | Période               |
| ---- | -------------------------------- | --------------------- |
| 19   | Albert Knecht                    | mai 1985-juin 1985    |
| 20   |                                  | juin 1985-juil. 1988  |
| 21   | Christian Gross                  | 1988-1992             |
| 22   | Walter Iselin                    | 1993-1994             |
| 23   | Pierre-André Schürmann           | 1994-1997             |
| 24   | Marcel Koller                    | juil. 1997-janv. 1999 |
| 25   | Hanspeter Latour                 | janv. 1999-sept. 1999 |
| 26   | Claude Ryf                       | sept. 1999-juil. 2001 |
| 27   | Heinz Peischl                    | juil. 2001-déc. 2002  |
| 28   | Hanspeter Meier                  | déc. 2002-mars 2003   |
| 29   | Martin Andermatt                 | mars 2003-août 2003   |
| 30   | Oleksandr Zavarov                | août 2003-déc. 2003   |
| 31   | Joachim Müller                   | déc. 2003-févr. 2004  |
| 32   | Tomas Matejcek et Stefan Lehmann | févr. 2004-mars 2004  |
| 33   | Joachim Müller et Stefan Lehmann | mars 2004-juil. 2004  |
| 34   | Walter Hörmann                   | juil. 2004-juin 2005  |
| 35   | Maurizio Jacobacci               | juil. 2005-juin 2006  |
| 36   | Uli Forte                        | juil. 2006-juin 2008  |

| Rang | Nom                | Période              |
| ---- | ------------------ | -------------------- |
| 37   | Dieter Münstermann | juin 2008-déc. 2009  |
| 38   | Ryszard Komornicki | déc. 2009-sept. 2010 |
| 39   | Axel Thoma         | sept. 2010-oct. 2014 |
| 40   | Nedjad Kuruzovic   | oct. 2014-nov. 2014  |
| 41   | Francesco Gabriele | nov. 2014-mai 2015   |
| 42   | Erdal Keser        | mai 2015-juil. 2015  |
| 43   | Fuat Çapa          | juil. 2015-oct. 2015 |
| 44   | Kevin Cooper       | nov. 2015-juin 2016  |
| 45   | Uğur Tütüneker     | juil. 2016-août 2016 |
| 46   | Roland Koch        | août 2016-sept. 2016 |
| 47   | Martin Rueda       | sept. 2016-déc. 2016 |
| 48   | Ronny Teuber       | déc. 2016-mars 2017  |
| 49   | Maurizio Jacobacci | mars 2017-juin 2017  |
| 50   | Konrad Fünfstück   | juin 2017-mars 2019  |
| 51   | Ciriaco Sforza     | avr. 2019-août 2020  |
| 52   | Alexander Frei     | sept. 2020-nov. 2021 |
| 53   | Brunello Iacopetta | nov. 2021-           |

### Joueurs emblématiques
- Nicolas Beney
- Bruno Sutter (en)
- Davide Callà
- Stéphane Gillet
- Kristian Nushi
- Mart Poom
- Igor Belanov
- Charles Amoah
- Yacouba Bamba
- Luíz Filho Jairo (de)
- Fabian Schär